# 長山港
長山港（ながやまこう）は、沖縄県宮古島市の伊良部島南部にある地方港湾である。長山地区と渡口地区からなる。

## 概要

### 長山地区
長山地区は、下地島空港で利用されるジェット燃料の油送船、セメントタンカー、宮古製糖伊良部工場で製糖された砂糖を搬送する貨物船、地元の小型船の利用が主である。
尖閣諸島周辺海域での外国船の不法操業取り締まり強化のために、海上保安庁では第十一管区海上保安本部宮古島海上保安部に、2016年度からの3年間で各年度3隻ずつ計9隻の巡視船艇を新たに配備する計画であり、これらの巡視船艇は長山港をバース（泊地）とする予定である。2017年には船艇用品庫も整備されている。

### 渡口地区
渡口地区は長山地区の北西に位置している。伊良部島と下地島とは幅数十mの狭い水路を挟んで隣接しており、渡口地区はこの水路の南東側の入口付近にある。漁業拠点港湾で主に地元の小型船が利用しているが、2015年（平成27年）1月の伊良部大橋の開通に伴ってダイビング船の増加が見込まれることから、浮桟橋が整備され同年4月に供用が開始されている。

## 沿革
明治時代末期に渡口港（現渡口地区）と宮古島の平良港との間の航路に帆船「バトンミ丸」が就航し、1920年頃には同航路に発動機船「ガラサ丸」が就航した。戦後、しばらくしてからは、長山港（現長山地区）と平良港との間に「勝幸丸」が就航していた時期があった。
また、2010年度までは、長山地区と平良港の間に宮古フェリーのカーフェリー「フェリーゆうむつ」が就航していた（所要時間約30分）。なお、運航回数は3回/月とされているが、2010年度の運航実績は4回であった。

### 年表
- 1940年（昭和15年）6月30日 - 平良港から渡口港に向かっていた連絡船「伊良部丸」が渡口の浜近くで転覆し、乗客ら74名が死亡する事故が起きる[10][11][12]。
- 1972年（昭和47年）5月15日 - 地方港湾に指定[2]。
- 1985年（昭和60年）10月16日 - 港湾区域を変更[2]。
- 2015年（平成27年）
  - 1月31日 - 伊良部大橋開通。
  - 4月 - 渡口地区の浮桟橋が供用開始。
- 2017年（平成29年）4月14日 - 宮古島海上保安部が長山港船艇用品庫の完成披露式を挙行[6]。